# Garcia (Hiszpania)
Garcia – gmina w Hiszpanii, w prowincji Tarragona, w Katalonii, o powierzchni 52,05 km². W 2011 roku gmina liczyła 592 mieszkańców.